# 우리는 한가족
우리는 한가족은 KBS 3라디오(수도권 FM 104.9㎒, AM 1134㎑)에서 방송되는 시각장애인 전문 프로그램이다.
진행자는 오승원 아나운서이며, 생방송은 평일 오전 10시부터 오전 11시까지, 재방송은 평일 저녁 6시부터 저녁 7시까지와 평일 밤 11시부터 밤 12시까지이다.

## 역사
2000년 1월 1일 KBS 3라디오 개국과 함께 첫방송을 시작했으며, 원래는 낮 시간대에 방송됐으나, 2019년 6월 10일부터 저녁 6시로 시간대를 이동했다가, 2024년 5월 20일부터 오전 10시로 시간대를 이동했다.

## 역대 방송시간
| 방송 채널   | 방송 기간                          | 방송 시간 |
| ----------- | ---------------------------------- | --- |
| KBS 3라디오 | 2000년 1월 1일 ~ 2001년 4월 8일    | 매일 낮 12:15 ~ 낮 1:00 (생방송), 매일 밤 10:15 ~ 밤 11:00 (재방송)                                                |
| KBS 3라디오 | 2001년 4월 9일 ~ 2003년 10월 19일  | 매일 낮 1:15 ~ 오후 2:00 (생방송), 매일 밤 12:15 ~ 새벽 1:00 (재방송)                                              |
| KBS 3라디오 | 2003년 10월 20일 ~ 2005년 5월 1일  | 매일 낮 1:15 ~ 오후 2:00 (생방송), 매일 밤 10:15 ~ 밤 11:00 (재방송)                                               |
| KBS 3라디오 | 2005년 5월 2일 ~ 2007년 4월 15일   | 매일 낮 1:15 ~ 오후 2:00 (생방송), 매일 밤 11:15 ~ 밤 12:00 (재방송)                                               |
| KBS 3라디오 | 2007년 4월 16일 ~ 2009년 10월 24일 | 월~토요일 낮 1:15 ~ 오후 2:00 (생방송), 월~토요일 밤 12:15 ~ 새벽 1:00 (재방송)                                    |
| KBS 3라디오 | 2009년 10월 26일 ~ 2011년 11월 5일 | 월~토요일 낮 1:15 ~ 오후 2:00                                                                                      |
| KBS 3라디오 | 2011년 11월 7일 ~ 2014년 12월 31일 | 월~토요일 낮 1:10 ~ 오후 2:00                                                                                      |
| KBS 3라디오 | 2015년 1월 1일 ~ 2016년 5월 7일    | 월~토요일 낮 1:05 ~ 오후 2:00                                                                                      |
| KBS 3라디오 | 2016년 5월 9일 ~ 2019년 6월 7일    | 평일 낮 1:00 ~ 오후 2:00 (생방송), 평일 밤 8:00 ~ 밤 9:00 (재방송)                                                 |
| KBS 3라디오 | 2019년 6월 10일 ~ 2024년 5월 17일  | 평일 저녁 6:00 ~ 저녁 7:00 (생방송), 평일 밤 11:00 ~ 밤 12:00 (재방송)                                             |
| KBS 3라디오 | 2024년 5월 20일 ~ 현재             | 평일 오전 10:00 ~ 오전 11:00 (생방송), 평일 저녁 6:00 ~ 저녁 7:00 (재방송), 평일 밤 11:00 ~ 밤 12:00 (심야 재방송) |

## 역대 진행자
- 2000년 1월 1일 ~ 2000년 11월 5일 : 성병숙
- 2000년 11월 6일 ~ 2002년 3월 31일 : 범효춘
- 2002년 4월 1일 ~ 2004년 10월 17일 : 최영미
- 2004년 10월 18일 ~ 2005년 5월 1일 : 홍성관
- 2005년 5월 2일 ~ 2006년 11월 26일 : 이영호 아나운서
- 2006년 11월 27일 ~ 2009년 10월 24일 : 김태규 아나운서
- 2009년 10월 26일 ~ 2011년 11월 5일 : 김재홍 아나운서
- 2011년 11월 7일 ~ 2013년 4월 6일 : 이영호, 최윤경 아나운서
- 2013년 4월 8일 ~ 2018년 9월 28일 : 이영호
- 2018년 10월 1일 ~ 2020년 11월 30일 : 국혜정 아나운서
- 2020년 12월 1일 ~ 2024년 5월 31일 : 장수연 아나운서
- 2025년 5월 1일 ~ 현재 : 오승원 아나운서